# 조만영 영세불망비
조만영 영세불망비는 충청남도 아산시 영인면에 있다. 2006년 3월 7일 아산시의 향토문화유산 제19호로 지정되었다.

## 개요
비각은 정측면 각 1칸의 규모로 비석의 높이보다 훨씬 높게 지어졌는데 한때 심하게 퇴락한 것을 현재는 보수 한 상태이다. 비석 전면에는「영돈풍은부원군조공만영영세불망비(領敦豊恩府院君趙公萬永永世不忘碑)」라 새겨져 있으며, 4련시로 ‘?曺施設 隨時建白 惠洽枯?永?漕?’이라 하여 조만영의 행적을 칭송하고 있다. 조만영은 마을에 반조(?曺)시설을 할 때 수시로 의견을 아뢰어 시혜를 받을 수 있도록 애쓴 인물이라 전한다. 비석의 크기는 비신(166×54.8×28), 머릿돌(78×110×40)이다